# Plesiocolopirus
Plesiocolopirus es un género extinto de la familia Tapiridae. Se han encontrado fósiles en Japón, Estados Unidos y Corea del Norte en un rango temporal de hace 40,4 a 33,9 millones de años atrás.

## Especies
- †Plesiocolopirus grangeri Tokunaga, 1933
- †Plesiocolopirus kushiroensis Radinsky, 1963
- †Plesiocolopirus hancocki Tomida, 1983